# Het Strijkijzer
Het Strijkijzer – wieżowiec o charakterze mieszkalnym w Hadze, w Holandii o wysokości 132 metrów. Budynek składa się z 43 kondygnacji i jest położony na niewielkiej działce o wymiarach 30 na 35 metrów. Został zaprojektowany przez architekta Paula Bontenbala i wybudowany przez firmę Vestia. Bryła budynku była inspirowana wieżowcem Flatiron Building z Nowego Jorku, pochodzącym z 1902 roku. Budowa Het Strijkijzer rozpoczęła się w 2005 roku, a w 2007 budynek został oddany do użytku. Jest drugim pod względem wysokości wieżowcem w Hadze po wieżowcu Hoftoren. W 2007 roku budynek został wyróżniony złotą nagrodą w konkursie Emporis Skyscraper Award oraz nagrodą Nieuwe Stad Prijs, która jest przyznawana dla inwestycji w Hadze.
W budynku znajduje się 351 mieszkań o powierzchni od 36 m² do 144 m², w tym 51 luksusowych apartamentów pod wynajem, które są obsługiwane przez osobną windę oraz 300 mieszkań. Oprócz pomieszczeń mieszkalnych na parterze znajduje się kawiarnia Grand Café, studio fitness oraz garaż dla rowerów. Na 41. piętrze Het Strijkijzer znajduje się taras widokowy, na który bezpośrednio dociera przeszklona panoramiczna winda. Z tarasu widokowego oprócz widoku na miasto, można także dostrzec statki pływające na Morzu Północnym. W wieżowcu znajduje się w sumie 5 wind, w tym 2 techniczne.